# Панфёров, Андрей Викторович
Андрей Викторович Панфёров (2 ноября 1980, Москва, СССР) — российский футболист, опорный полузащитник.

## Карьера
Воспитанник ФШМ «Торпедо» Москва. В «Торпедо» дебютировал 30 октября 1998 года в 30 туре чемпионата России: в гостевом матче против «Ротора» вышел на замену на 82-й минуте. В сезонах 1999, 2001, 2003 провёл ещё шесть игр в высшем дивизионе. В 1998—2005 годах сыграл 100 матчей, забил 8 голов в дублирующей команде во втором дивизионе и турнире дублёров. Отдавался в аренду в тульский «Арсенал» (2002, второй дивизион), астраханский «Волгарь-Газпром» (2003, первый дивизион), «Металлург» Лиепая (2004, чемпионат Латвии). В 2005 году сыграл 16 матчей за «Торпедо».
В январе 2006 подписал годичный контракт с украинским «Кривбассом». Провёл за клуб 6 матчей, забил два мяча в чемпионате Украины и в июле покинул команду. В 2007—2009 годах играл за клуб первого российского дивизиона «СКА-Энергия» Хабаровск.